# Kubba (Syria)
Kubba (arab. قبة) – miejscowość w Syrii, w muhafazie Aleppo. W 2004 roku liczyła 2110 mieszkańców.